# 地獄より愛をこめて
『地獄より愛をこめて』（じごくよりあいをこめて）は、日本のヘヴィメタルバンドである聖飢魔IIの第三大教典。英題は『FROM HELL WITH LOVE』（フロム・ヘル・ウィズ・ラブ）。
魔暦紀元前13年（1986年）11月21日にCBS・ソニーのFITZBEATレーベルから発布された3作目のオリジナル・アルバム。前作『THE END OF THE CENTURY』（1986年）よりおよそ7か月ぶりに発布された大教典であり、作詞および作曲はジェイル大橋およびデーモン小暮、ダミアン浜田が担当、バンド自身によるセルフ・プロデュース作品となっている。
過去2作においては聖飢魔IIの創始者である浜田の制作曲が中心となっていたが、本作では大橋による制作曲が中心となっている。OVA『ウォナビーズ』（1986年）の挿入歌として使用された先行小教典「アダムの林檎」などを含め大橋の音楽性が大きく表現された作品であるが、純真なロックミュージシャンとしての意向やアメリカン・ロック志向が強かったため、本作発布後2か月経たずして大橋は聖飢魔IIから脱退することになった。また後に「EL・DO・RA・DO」の再録音バージョンがリカットとして発布された。

## 背景
聖飢魔II初の発布となった小教典「蠟人形の館」（1986年）はオリコンシングルチャートにおいて最高位第17位の登場週数19回で売り上げ枚数は9.2万枚とヒット曲になり、同日に発布された2枚目のアルバム『THE END OF THE CENTURY』もオリコンアルバムチャートにおいて最高位第5位の登場週数24回で売り上げ枚数は14.0万枚と前作を超える売り上げとなった。同時期に聖飢魔IIの世間からの注目度は加速度的に上がっていき、アルバムを受けたミサ・ツアーは各会場において動員記録を塗り替えた上に満員札止めとなり、会場の外に入り切れなかった観客が並ぶ状態になっていたという。また、日本テレビ系音楽番組『歌のトップテン』（1986年 - 1990年）やフジテレビ系音楽番組『夜のヒットスタジオDELUXE』（1985年 - 1989年）などテレビ出演が増加しており、さらにタモリの推薦によりフジテレビ系バラエティ番組『冗談画報』（1985年 - 1988年）にも2度目の出演を果たすことになった。その他、フジテレビ系バラエティ番組『夕やけニャンニャン』（1985年 - 1987年）においては「悪魔ちゃん教えて」というレギュラーコーナーまで担当することとなった。
当時は思いもよらない事態に巻き込まれた状態であったと後にデーモン小暮は述べており、アイドル的人気が出たことで取材の依頼が殺到していたが、音楽関係の所属事務所であったことから芸能プロダクションの経験者がおらずに対応しきれない状態が続いていたという。またそれらの出来事に翻弄されていた構成員の間にも様々なトラブルが発生するようになり、作曲する時間が取れないことや給料が安いことなどに対する不満の声が上がるようになったと小暮は述べている。同年7月27日に岡山県の蒜山高原にて行われた屋外イベントにて小暮は、舞台上のテント屋根のハリの上から飛び降りた影響で足を骨折し入院することになった。小暮によれば多忙であったことでフラストレーションが溜まった状態であり、ストレスを抱えたまま夏のイベントに参加したことで判断力が衰えていたと述べている。聖飢魔IIは前日のミサ終了後に車で現地へと向かって到着したのは午前3時もしくは4時頃であり、午前8時頃からリハーサルが開始される予定であったが、ボーカルは休まないと歌えなくなることから小暮は一人で休憩をとっていたため、ステージの構造などを知らずに本番を迎えたため事故が起きてしまったと述懐している。結果として事故の影響により数本のイベントに出演中止となり、秋にはツアーも予定されていたがメンバーは「休みができてよかった」と楽観視していたという。また時間が確保できたことにより本作レコーディングの準備をする余裕ができたため、曲作り合宿およびレコーディング合宿を行うこととなった。

## 録音、制作
本作制作以前に、ベース担当であったゾッド星島はレコーディング時にイントロでベースソロを弾くことを提案されるもまったく弾けず、「みんなが演奏力があって、俺だけ下手だな」と卑下するようになり、それにも拘わらず練習しない自分に嫌気がさしたことも重なり、4月18日の大阪BIG BANG公演終了後の打ち上げにおいてバンドからの脱退を表明することとなった。星島の脱退理由はそれだけではなく、病弱な父親の問題や母親が活動を認めないなど両親を説得できなかったことも大きな要因となっていた。脱退した星島の代わりに、当時大学を中退してプロを目指していたゼノン石川がオーディションを経て加入することになった。ライデン湯沢によれば石川の加入により劇的に技術が急成長することになったが、仕事が次々に入って来る影響で時間が確保できず、練習できないままステージに上がることが多く常に不安を抱えていたという。また、石川によればバンドによってはリーダーの指導で鍛え上げられることもあるが、聖飢魔IIにはそのような存在がおらず、誰も何も指導しないために自らスタイルを確立するしかない状態であったと述べている。
本作のレコーディングは魔暦紀元前13年（1986年）9月から10月にかけて観音崎マリンスタジオおよびCBS・ソニー信濃町スタジオにおいて行われた。過去2枚のアルバムはダミアン浜田が制作したデビュー以前から存在する楽曲が大半であったが、本作ではデビュー後にジェイル大橋によって制作された曲が半分以上収録されることになった。ディレクターの丸沢和宏はレコーディングの主導権は小暮が握っていたと述べたほかに、「ジェイルがプロミュージシャンになれた、自分の才能を開花させたという感じだよね。うれしくてしょうがなかったんじゃないかな」と述べている。当時は他の構成員が曲を書けなかったこともあり、大橋が音楽面において中心人物となっていったが、キャラクターが独り歩きしていく状態に危機感を抱いていた大橋は音楽という核になるものが必要であると考えていたものの、曲作りをする時間もなくレコード会社の人間に訴えても「いーじゃない、ウケてんだから」と言われ自身の居場所を失う感覚に捉われていたと述べている。この時期に大橋は他の構成員に対してかなり強い要求を出しており、それについて湯澤は「正直やりづらかった。彼もまだ若くて、自分のイメージ通りじゃないと他のものを受け入れる余裕もない。細かく言葉で言ってたね。ドラムのフィルインをこうしてとかリズムはこうだとか」と述べており、石川は「言ってみれば、ジェイルのロック理念みたいなのを、俺たちがそれを具体化するために協力するんだ～みたいな感じだったね」と述べ、浜田が作り上げた世界観を自身の色に塗り替える欲求が強かったのではないかと推測したが、大橋自身は「全然そんな気はないよ。レコーディングにしても二回目だし、全然何をすべきかわかってなかった」と否定している。
当時は足の骨折のため小暮は入退院を繰り返していたことから、曲作りの合宿に途中から参加したもののすでに指揮系統が崩壊しており、構成員の中でもハードロックの造詣が深く作曲の経験も豊富であった大橋が主導権を握る状態になっていたという。当時若かった大橋は周囲の人間に対して言葉遣いも丁寧ではなく、自身が不在であったことも影響し誤解を招くことが多々あったと小暮は述べている。小暮によればディレクターの丸沢は聖飢魔IIに対してユニークさを含めた変化球を求めていたことに対し、大橋が制作するサウンドは直球のハードロックであったことから方向性が合わず、また過去2作ではアマチュア時代の制作曲をアレンジする程度で済んでいたが、本作では曲作りからすべてを行わなければならない状態になっていた。それにも拘わらず構成員が続々と交代していく状態であったために、「体制が整っていないのに、曲作りをするというほうが無理だ」と当時を述懐した上で小暮は、「経験が浅すぎた。どういうまとめ方をすれば、丸く収まるのかということは、吾輩もへたくそだった」と述べている。また丸沢によればCBS・ソニー信濃町スタジオにおいて、隣のスタジオにはレコーディング中の爆風スランプが滞在していたため、サンプラザ中野を呼んで「モアイ」と発言するよう要請、それ以外にもレベッカの土橋安騎夫が滞在していたことから足音を録音してもらうように依頼したという。その他、本作には本来エース清水の制作曲である「Burning Blood」が収録される予定であったものの、小暮の重篤な風邪が影響しレコーディング期間に間に合わなかったことから未収録となった。「Burning Blood」は後にシングル「EL・DO・RA・DO」のB面、及び2枚組ベスト・アルバム『愛と虐殺の日々』（1991年）に収録された。

## 音楽性とテーマ
本作の音楽的な主導権を握っていた大橋によれば、レコーディングに際して「音楽をどういう風に聴かせたいのか?」あるいは「この曲はどうあるべきか?」という点だけは明確になっていたと述べている。また、制作者名がクレジットされる以上は納得のいかない作品を収録するわけにはいかないとの強い信念があったと述べ、レコード会社の人間による「いいじゃない、ウケてんだから」という発言は許すことが出来ず、「そういう状態で出しても、そのグループの名前、曲の名前を、作者としてしょっていくのは自分たちじゃん。彼らはしょっていかない。だからいいかげんなことを言えるんだなあと思ってね」と不満の念を表明している。大橋の気持ちは他の構成員にはうまく伝わっていなかったが、結果として大橋によるサウンドが聖飢魔IIのロックサウンドを強化することになった。清水は「ジェイルが、とんがったものを出してくるから、それでいいんじゃないかと思ってたね。その時期のバンドとしては絶対に必要だった」と述べており、清水は小暮のボーカリストおよびエンターテイナーとしての能力を高く評価していたものの、音楽的素養の部分では特に目立った部分はなかったことから、大橋がバンドを引っ張っている状態を容認した上で自身の曲は推薦しないようにしており、「違う風は吹かなくていい。勢いがある奴がひっぱっていったほうがいいとも思っていた」と述べている。
小暮はそれまでの聖飢魔IIの活動について「どうやったら驚かすことができるのか?」あるいは「どうやったら恐怖のどん底に陥れられるか?」という方針で楽曲制作が行われていたと述べたが、本作以降では「どうやったら盛り上がる曲を作れるか?」という方針に切り替わったと述べている。過去2作ではアマチュア時代の制作曲を小出しにしていた状態であり、本作が本当の意味でプロとして制作された大教典であるとした上で「個悪魔的なことを言うと、我輩はこの教典はあまり好きじゃない（笑）」とも述べている。その理由として、小暮は教典という単位で見た場合にプロとしてはまだまだ稚拙な制作方法であり、新たな構成員を加えてゼロから模索しながら制作したもののトータリティーを捉える実力が備わっていなかったことから「完成度の極めて低い大教典だと思う」と述べた他、短時間で制作されたことやその影響によりアマチュア時代に別名義のバンドで演奏されていた「EL・DO・RA・DO」を収録せざるを得なかったことなども含めて否定的な見解を出している。清水は本作の音楽性について純粋にヘヴィメタルを愛好していた大橋が主導権を握っていたために「加速することができたんだろうね」と述べており、大橋の存在がなければそれまでのヘヴィメタルを上から見下ろした楽曲ばかりのコミック・バンドのような存在になっていたかもしれないとも述べている。当時すでにジャップス・ギャップスというプロのバンドを経験していた清水はジャズミュージシャン達との交流の影響もあり、様々な音楽理論を勉強して高品質の楽曲制作を心掛けていたが、ヘヴィメタルの楽曲は音楽理論からは音として外れた部分もあり自身も違和感を感じていたものの、「理論的にちょっと違うんだけど、でも勢いがあるからいいんだよ」という部分を周囲に理解して欲しかったとも述べている。
ルーク篁は大橋の嗜好が前面に出た作品でありながらも聖飢魔IIの教典として成立していると述べた上で、大橋が制作するリフは浜田とは大きく異なりアメリカン・ロックの要素が強く出ていると指摘、また篁にとっては第一大教典から本作までが聖飢魔IIの骨子となった作品であると述べた上で「ここまでで1つの世界が完結していて、“これぞ聖飢魔II”であるという感じがしている」と述べている。本作から加入した石川は構成員のサウンド面におけるキャラクターを把握しておらず、また自身が望むことや義務として生じる部分が周囲と一致していないことから「自分の居場所を求めてさまよっていた」という捉え方をしていたが、清水は星島と全く異なり引き出しが多かった石川の加入によって表現の幅が広がったと述べている。湯沢は前作に参加していたレコーディング・エンジニアの川部修久がドラムプレイがより上手く聴こえるテクニックを持ったエンジニアであったと述べた上で、本作のエンジニアであった後藤昌司はポップス寄りの仕上げ方をするタイプであったことから自身のドラムスの音とは異なる状態でレコーディングされてしまっていると不満の意を表している。そのため湯沢は本作について「ドラムも下手だし聴いていられない」「一番封印したい教典」であると述べるなどかなり否定的な見解を示した他に、リゾートホテル付きのスタジオである観音崎マリンスタジオでガラス張りの海に面したホテルの部屋に滞在していた湯沢は、ドラムス録音が終了した後に時間を持て余した結果、丸沢が持ち込んだファミリーコンピュータ ディスクシステム用ソフト『ゼルダの伝説』（1986年）を長時間プレイしていたと述べている。

## 楽曲

### Side One
1. 「DEATH LAND」
2. 「APHRODITE」
清水は後年「アダムの林檎」と共に十数年経過しても演奏していて「ああ、カッコいい」と思う楽曲であると述べている[12]。
3. 「M・O・A・I (MARAE)」
爆風スランプのサンプラザ中野がボイスで参加している[11][16]。
4. 「EL・DO・RA・DO」
3枚目の小教典。詳細は「EL・DO・RA・DO」を参照。
5. 「悪夢の叫び」
シングル「アダムの林檎」のB面曲。

### Side Two
1. 「魔界舞曲」
ゾッド星島がボイスで、Topsの山際祥子および館野江里子がコーラスで参加している[16]。
2. 「アダムの林檎」
2枚目の小教典であるが、LPでは表記が無いものの大教典バージョンになっており、配信サイトにおいては本作収録のものはLPバージョンと表記されている。詳細は「アダムの林檎」を参照。
3. 「秘密の花園」
4. 「FROM HELL WITH LOVE」
5. 「地獄への階段」
本曲はレッド・ツェッペリンの「天国への階段」のオマージュである。レベッカの土橋安騎夫がフットステップで参加している[11][16]。また、4枚目の小教典「1999 SECRET OBJECT」（1987年）のカップリング曲として「地獄への階段（完結編）」が収録されている。

## リリース、批評、チャート成績
| 専門評論家によるレビュー | 専門評論家によるレビュー |
| レビュー・スコア         | レビュー・スコア         |
| 出典                     | 評価                     |
| ------------------------ | ------------------------ |
| CDジャーナル             | 肯定的                   |

本作は魔暦紀元前13年（1986年）11月21日にCBS・ソニーのFITZBEATレーベルからLPおよびCT、CDの3形態で発布された。LP盤の帯に記載されたキャッチフレーズは「悪魔教典第3弾!! 自らの手で滅亡の危機を迎えた人類に悪魔は警告する!! 今世紀最大の愛と感動の巨編」であった。初回プレス盤にはデーモン閣下含む構成員達が「DEATH LAND」の冒頭で「何を言っているか?」というクイズが歌詞カードに応募券と共に封入されており、答えは逆再生でないと聞き取れない仕様となっていた。答えは当時小暮が出演していた1987年2月放送のテレビ朝日系音楽番組『デモ・タカ VIDEO JAM』（1986年 - 1997年）内で発表されていたが、小暮によれば「4分の1くらいしか正解者がいなかった」という。
本作に対する評価として、音楽情報サイト『CDジャーナル』では、聖飢魔IIが「悪魔教典を広げるため地獄からやって来た」という触れ込みのバンドであり、本作のサウンドが「ブリティッシュ・ハード」であることを指摘した上で、「おどろおどろしいコンセプトがふとしたことでお笑いに転化するかも知れない危険を孕んでいるところがスリリング」であると肯定的に評価した。本作のLP盤はオリコンアルバムチャートにおいて最高位第6位の登場週数10回で、売り上げ枚数は4.8万枚となった。本作からは先行シングルとして同年11月1日に発布された「アダムの林檎」がシングルカットされたほか、紀元前12年3月21日に「EL・DO・RA・DO」がリカットとして発布された。
2013年4月10日にアナログ・レコード時代の日本の名盤を復刻するという触れ込みの「日本の名盤復刻シリーズ」において聖飢魔IIの3作品の内の一作品として本作が選定され、最新リマスタリング盤のBlu-spec CD2仕様にて再リリースされた。

## ツアーとメンバーの脱退
小暮の骨折により危惧されていたツアーの実施であったが、ツアー中止になると所属事務所が破綻するという状態であったため、小暮は「スーパーデーモンカー」と呼ばれる可動式の車椅子に乗りながらミサツアーを行うことになった。1986年10月15日から予定されていた「大黒ミサツアー」は40本予定されており、聖飢魔IIとしては初のホール規模のミサツアーとなっていた。ツアーは盛況であったものの大橋の不満があらゆるところで露呈し、ツアー中はメンバー間で常に張り詰めた空気が漂っており、湯澤によれば盛岡公演の打ち上げで「この店は嫌だ」という大橋に対し、マネージャーの平野が「じゃ、来なきゃいいじゃんよ。もう打ち上げやんないからね」と憤慨する場面もあったという。大橋の振舞いに周囲は手を焼いている状態であり、バンドから脱退するよう要請する話も出ていた折、大橋は自ら脱退を申し出ることになった。大橋は聖飢魔IIから脱退してアメリカ合衆国に行くというプランを湯澤に提案するものの、湯澤はアメリカでの成功は困難であると判断し聖飢魔IIに残ると告げたところ、大橋はあっさりと了承したという。丸沢は大橋に残って欲しかったと述べた上で、「あいつが求める方向に向かう意思は堅かったよね。純真なロックンローラーだから、芸能的なところにいくのはどうかな? と思ってたんじゃないかな」と述べている。聖飢魔IIが世間に認知されホール規模の会場も満員になるなど、下積み経験がないままミュージシャンとして成功を手にしたことに対して、大橋は「まだまだ、もっとやれる。もっとやりたい」という気持ちが強くなったものの、日本のフィールドには余地がないと判断したためにツアー中に常に脱退することを考えていたという。また大橋は聖飢魔IIが音楽的評価を得られていないことや、インタビューにおいて音楽的な話が出来ない状態であったことにストレスを溜めており、ツアー中に自身のキャラクターが完成したと感じていたため飽和状態に陥ったことなども重なり脱退を希望するようになったと述べた上で、「これ以上何があるんだろうって。継続のよさも続けることの難しさも当然わかってないし、意義もわかってない。その時の感情だけだからね。まぁバカですね。今からみれば。同じ状況でも、上手にバンドと関係を持ちながら自分のことをやり始めてうまくやれるヤツもいるわけだし。俺にはそれができなかったってことだよね」と述懐している。そして翌1987年1月10日頃、大橋は聖飢魔IIから正式に脱退、悪魔を自称することもやめてアメリカへと旅立つことになった。

## 収録曲
- CDブックレットに記載されたクレジットを参照[31]。

| #         | タイトル                        | 作詞                       | 作曲                 | 編曲         | 時間  |
| --------- | ------------------------------- | -------------------------- | -------------------- | ------------ | ----- |
| 1.        | 「デスランド」(DEATH LAND)      | ジェイル大橋、デーモン小暮 | ジェイル大橋         | 聖飢魔II     | 4:09  |
| 2.        | 「アフロディーテ」(APHRODITE)   | デーモン小暮               | ジェイル大橋         | 聖飢魔II     | 4:47  |
| 3.        | 「モアイ」(M・O・A・I (MARAE))  | ダミアン浜田               | ダミアン浜田         | 聖飢魔II     | 5:23  |
| 4.        | 「エルドラド」(EL・DO・RA・DO)  | デーモン小暮               | デーモン小暮、紫馬肥 | 聖飢魔II     | 4:48  |
| 5.        | 「悪夢の叫び」(AKUMU NO SAKEBI) | ダミアン浜田               | ダミアン浜田         | ジェイル大橋 | 4:45  |
| 合計時間: | 合計時間:                       | 合計時間:                  | 合計時間:            | 合計時間:    | 23:52 |

| #         | タイトル                                            | 作詞                       | 作曲         | 編曲      | 時間  |
| --------- | --------------------------------------------------- | -------------------------- | ------------ | --------- | ----- |
| 6.        | 「魔界舞曲」(MAKAIBUKYOKU)                          | ジェイル大橋、デーモン小暮 | ジェイル大橋 | 聖飢魔II  | 5:20  |
| 7.        | 「アダムの林檎」(ADAM NO RINGO)                     | デーモン小暮               | ジェイル大橋 | 聖飢魔II  | 4:32  |
| 8.        | 「秘密の花園」(HIMITSU NO HANAZONO)                 | デーモン小暮               | ジェイル大橋 | 聖飢魔II  | 5:25  |
| 9.        | 「フロム・ヘル・ウィズ・ラヴ」(FROM HELL WITH LOVE) | デーモン小暮               | ジェイル大橋 | 聖飢魔II  | 6:66  |
| 10.       | 「地獄への階段」(JIGOKU ENO KAIDAN)                 | デーモン小暮               | デーモン小暮 | 聖飢魔II  | 1:37  |
| 合計時間: | 合計時間:                                           | 合計時間:                  | 合計時間:    | 合計時間: | 24:00 |

## スタッフ・クレジット
- CDバックカバーに記載されたクレジットを参照[16]。

### 聖飢魔II
- ライデン湯沢 – ドラムス
- ゼノン石川 – Bass
- ジェイル大橋 – ギター、コーラス
- エース清水 – ギター、コーラス
- デーモン小暮 – ボーカル、コーラス

### 参加ミュージシャン
- ゾッド星島 – ボイス（「魔界舞曲」）
- サンプラザ中野（爆風スランプ） – ボイス（「モアイ」）
- 土橋安騎夫（レベッカ） – フットステップ（「地獄への階段」）
- 山際祥子 (Tops) – コーラス（「魔界舞曲」）
- 館野江里子 (Tops) – コーラス（「魔界舞曲」）
- "NAZO NO BAKABON" TSUDA – シンセサイザー、ピアノ
- “サテュロス”丸沢 – コーラス

### スタッフ
- 丸沢“サテュロス”和宏 – ディレクター
- 後藤昌司 – エンジニア
- 三上義英（マリンスタジオ） – アシスタント・エンジニア
- 鈴木浩二 – アシスタント・エンジニア
- 平野“センシー”喜久雄（ミュージックチェイス） – マネージャー
- ジーザス原田 – ミュージックチェイス・スタッフ
- ダーマ小玉 – ミュージックチェイス・スタッフ
- 前田弘史 – アート・ディレクション、デザイン
- 山崎英樹 – デザイン
- 岸本治恵 – デザイン
- やぎかずよし – コーディネーター
- 小野麻早 – 写真撮影
- 坂屋“タイヤ”宏幸 – ビデオ・ディレクター
- 山本“ケン”健也 – プロモーション・チーフ
- いせきとしあき – ビジュアル・コーディネーター
- あいじまえいじ – レスポンス・オペレーター
- 岩井“シャーク”周三（ミュージックチェイス） – エグゼクティブ・マネージャー
- 稲垣博司 – エグゼクティブ・プロデューサー
- 佐藤良明 – エグゼクティブ・プロデューサー

### リイシュー盤スタッフ
- 椿洋也（ソニー・ミュージックダイレクト） – A&R
- 内藤哲也（ソニー・ミュージックスタジオ東京） – マスタリング
- 広瀬恵美（ソニー・ミュージックコミュニケーションズ） – プロダクト・コーディネーション
- 坂井智明 (Blanchic) – アートワーク・リファインメント
- 中島健作 (Blanchic) – アートワーク・リファインメント

## リリース日一覧
| No. | リリース日     | レーベル              | 規格         | カタログ番号 | 最高順位 | 備考                   | 出典          |
| --- | -------------- | --------------------- | ------------ | ------------ | -------- | ---------------------- | ------------- |
| 1   | 1986年11月21日 | CBS・ソニー／FITZBEAT | LP           | 28AH-2119    | 6位      |                        | [ 2 ]         |
| 2   | 1986年11月21日 | CBS・ソニー／FITZBEAT | CT           | 28KH-2043    | -        |                        |               |
| 3   | 1986年11月21日 | CBS・ソニー／FITZBEAT | CD           | 32DH-554     | -        |                        | [ 22 ] [ 32 ] |
| 4   | 2013年4月10日  | GT music              | BSCD2        | MHCL-30045   | -        |                        | [ 33 ] [ 3 ]  |
| 5   | 2013年7月17日  | GT music              | AAC-LC       | -            | -        | デジタル・ダウンロード | [ 34 ]        |
| 6   | 2013年7月17日  | GT music              | ロスレスFLAC | -            | -        | デジタル・ダウンロード | [ 35 ]        |